# 名古屋市電御成通線

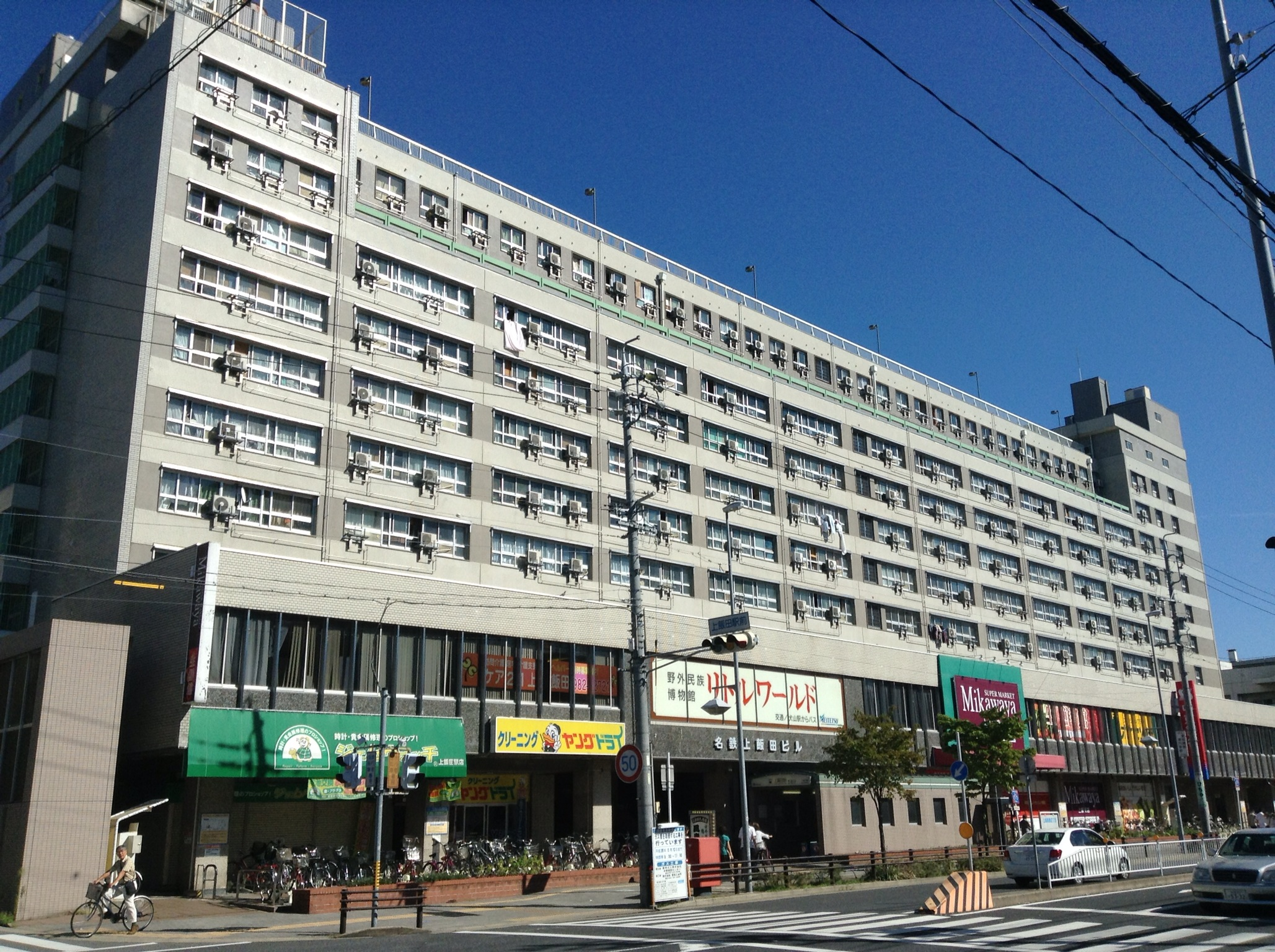
上飯田駅の名鉄上飯田ビル。ビル前、写真右手の道路上あたりに御成通線上飯田停留場の乗車ホームがあった。

御成通線（おなりどおりせん）は、かつて愛知県名古屋市に存在した名古屋市電の路線（路面電車）の一つである。同市北区の大曽根停留場と上飯田停留場を結んだ。
名古屋市電気局（1945年以降交通局）により1944年（昭和19年）に開業。1971年（昭和46年）に廃止された。名古屋鉄道（名鉄）小牧線の起点である上飯田駅と連絡し、小牧線と名古屋市中心部を繋ぐ役割を担った。

## 路線概況
全長は1.680キロメートル（1962年3月末時点）。終端（上飯田停留場）の一部を除いて複線で、全線が道路上に敷設された併用軌道であった。単線延長は45メートル、複線延長は1.635キロメートル。
起点大曽根停留場は御成通線と高岳線・大曽根線という3つの市電路線が接続していた場所である。同名の鉄道駅（大曽根駅）から500メートルほど西に離れた、国道19号の大曽根交差点付近に位置していた。交差点から高岳線は名古屋市道を南へ、大曽根線は国道19号を北東へ向かい、この御成通線は市道を北上した。なお、高岳線と御成通線、高岳線と大曽根線は相互に直通できるが、御成通線と大曽根線は直通できない配線となっていた。
大曽根から2つ先の平安通一丁目停留場は、名古屋市道名古屋環状線と交差する同名の交差点にあった。現在、名古屋環状線の地下には名古屋市営地下鉄名城線があり交差点地下には平安通駅があるが、この区間の開通は市電廃止から10か月後の1971年12月のことである。
平安通駅から名鉄小牧線に接続する上飯田駅までの区間では、御成通線が敷設されていた市道の地下を地下鉄上飯田線が通る。地下鉄上飯田線開通は市電廃止後から30年以上経った2003年（平成15年）である。地下鉄が開通する前の名鉄上飯田駅は、上飯田駅前交差点東側の地上にあり、南側に駅ビル（名鉄上飯田ビル）が付随した。御成通線の終点上飯田停留場はこの駅ビルの西隣の路上に設置されていた。また上飯田駅南方にあるバスターミナルや市営住宅は、市電の車庫（上飯田電車運輸事務所）の跡地に設置されている。市電があった当時、この車庫への引込線は上飯田停留場側からのみ出入庫できる配線となっていた。

## 歴史

### 開業の経緯
明治後期より名古屋市内で敷設が進んでいた市内電車は、1915年（大正4年）に大曽根まで到達した（高岳線）。当時の地図によると、終点大曽根停留場は名古屋市域からわずかに外れた西春日井郡六郷村大字大曽根（後の東大曽根町）に位置した。この六郷村は元々農村であったが、明治末期に中央本線大曽根駅や瀬戸電気鉄道（現・名鉄瀬戸線）の駅が開設されて交通の要所となると東大曽根が商業地として発展していく。また大曽根の北、下飯田や上飯田といった地域では、1912年（大正元年）に耕地整理組合が発足して田畑や道路の整理が始まると、次第に工場の建設や田畑の宅地化が進行した。1921年（大正10年）、六郷村が名古屋市に編入されてこれらの地域も名古屋市内となった。
1931年（昭和6年）2月、名古屋鉄道（名鉄、当時は「名岐鉄道」と称する）が上飯田駅を設置し、小牧まで現在の名鉄小牧線を建設した。路線は同年4月に小牧から先犬山まで延伸されている。上飯田から南へは、大曽根・新栄町経由で名古屋駅までを結ぶ名古屋市営バスの路線が小牧線開通と同日付で新設された。名鉄側でも1931年2月に東大曽根町内まで軌道を敷設する特許を取得し、市電の大曽根停留場へと至る軌道の敷設を予定したが、他の鉄道建設工事が優先された結果後回しにされた。上飯田以南のアクセスが悪いことから小牧線の乗客数は伸び悩んだ。
そのような中で、名鉄に対して名古屋市より大曽根から上飯田まで市電を延長したいという申し入れがあった。これに対し名鉄側では、沿線が市街地化されており市営が妥当との考えから市の要請を受諾、1939年（昭和14年）2月に起業廃止の許可を得た。名古屋市では別途この区間の軌道敷設特許を取得することとなり、1943年（昭和18年）3月19日付で東大曽根町本通1丁目から上飯田町字西佐渡に至る1.680キロメートルの軌道敷設特許状を下付された。そして太平洋戦争中の1944年（昭和19年）7月11日、大曽根停留場から上飯田停留場まで、全長1.680キロメートルの市電御成通線が営業を開始した。建設に際して名鉄は市に協力して軌道工事を担当している。

### 開業後の動き

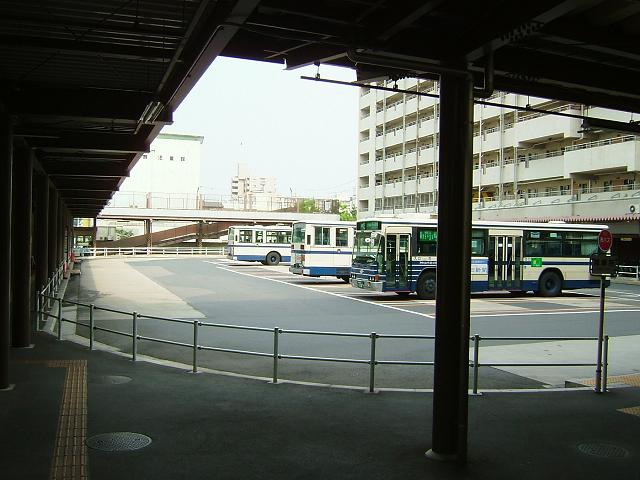
車庫跡に整備された上飯田バスターミナル

市電上飯田停留場は名鉄上飯田駅の至近距離にあり、乗り換えは便利であった。戦後、名鉄小牧線は沿線が名古屋市のベッドタウンとして発展したことで乗客が増加する。名鉄小牧線と市電御成通線を乗り継ぐ乗客も増加し、さらに市電沿線の上飯田北町・上飯田南町一帯に住宅が増加したことで、上飯田は商店街が形成されるほどの街となった。また1951年（昭和26年）12月、上飯田には北部方面の操車合理化のため市電の操車場（上飯田操車場）が設置された。同所は1959年（昭和34年）4月に操車場から電車運輸事務所に昇格し、車庫など施設が拡充されている。
1960年代に入ると御成通線沿線には上飯田駅ビルに併設された公団住宅をはじめ総戸数1千戸を越える団地が相次いで完成し人口が増加した。しかしながら名古屋の都市圏は市電沿線外にも拡大しており、そういった地域には市電よりも柔軟に路線が設定できる市営バスが普及したことから、市電と市営バスが競合するようになった。バスとの競合以外にも自動車の増加による道路渋滞の激化、事業そのものの大幅な赤字化など市電を取り巻く環境が悪化した結果、市は市営地下鉄を建設するとともに市電を順次廃止していくという方針を採り、1967年（昭和42年）1月には市電全廃を盛り込んだ長期計画を策定した。
そして1971年（昭和46年）2月1日、御成通線全線を含む菊井町停留場（西区）から上飯田停留場まで6.8キロメートルの市電路線が一括して廃止された。最終営業日の1月31日には路線廃止に伴う「サヨナラ式」が上飯田停留場にて挙行されている。また廃線と同時に車両基地の上飯田電車運輸事務所も閉所された。
市電廃止後、市北部には地域の発展に伴う交通需要の増加に対処するためとして市営地下鉄名城線の建設が進められ、市電廃止後の同年12月に市役所駅（現・名古屋城駅）から黒川・平安通を経て大曽根駅まで延伸された。一方で名鉄小牧線は上飯田駅と都心部を結ぶ鉄道路線を失うこととなり、都心部への移動は渋滞に巻き込まれると時間の読めなくなるバスに乗車するか、約1キロメートル離れた地下鉄平安通駅まで徒歩連絡するかの二択となった。この不便を解消するため1990年代になって上飯田連絡線の建設計画が浮上、2003年（平成15年）3月に地下鉄上飯田線が開業している。

## 停留場
廃止前の時点で、御成通線には以下の5停留場が設置されていた。
| 停留場名                                    | キロ程 (km) | 所在地                                        | 位置                  |
| ------------------------------------------- | ----------- | --------------------------------------------- | --------------------- |
| 大曽根（おおぞね）                          | 0.0         | 北区東大曽根町本通1丁目 北区東大曽根町上1丁目 | 大曽根交差点付近      |
| 彩紅橋通（さいこうばしどおり）              | 0.4         | 北区東大曽根町上1丁目 北区彩紅橋通1丁目       | 彩紅橋通交差点付近    |
| 平安通一丁目 （へいあんどおりいっちょうめ） | 0.8         | 北区平安通1丁目                               | 平安通1丁目交差点付近 |
| 御成通三丁目 （おなりどおりさんちょうめ）   | 1.2         | 北区御成通3丁目                               | 御成通3丁目交差点付近 |
| 上飯田（かみいいだ）                        | 1.7         | 北区上飯田通2丁目                             | 上飯田駅前交差点南    |

### 停留場の変遷
- 1944年（昭和19年）7月11日 - 路線開通に伴い、平安通一丁目・御成通三丁目・上飯田を新設（大曽根は既設）[27]。
- 1957年（昭和32年）12月1日 - 彩紅橋通を新設[27]。
- 1971年（昭和46年）2月1日 - 路線廃止に伴い、全停留場を廃止[27]。

市電廃止後、市営バスの停留所名が地下鉄名城線大曽根延伸（1971年12月）にあわせて変更されており、市電御成通線沿線では大曽根バス停が「西大曽根」、平安通一丁目バス停が「平安通」と称している。

### 接続路線
- 大曽根停留場
  - 市電高岳線（1944年 - 1971年）
  - 市電大曽根線（1944年 - 1965年）
  - 名鉄瀬戸線（森下駅、1944年 - 1971年）
- 上飯田停留場
  - 名鉄小牧線（上飯田駅、1944年 - 1971年）

## 運転系統

### 1952年時点
1952年（昭和27年）3月時点において御成通線で運行されていた運転系統は以下の通り。御成通線内のみで完結する系統は存在せず、すべて大曽根以南の高岳線と直通していた。
- 13号系統：上飯田 - 大曽根 - 赤塚 - 清水口 - 東片端 - 大津橋 - 菊井町 - 浄心町
- 14号系統：上飯田 - 大曽根 - 赤塚 - 平田町 - 新栄町 - 鶴舞公園 - 上前津 - 水主町 - 尾頭橋
- 32号系統：上飯田 - 大曽根 - 赤塚 - 清水口 - 東片端 - 東新町 - 鶴舞公園 - 堀田駅前

### 1961年以降

1961年4月時点において清水口・平田町－赤塚－大曽根－東大曽根・上飯田間で運転されていた6つの運転系統を示した系統路線図

1961年（昭和36年）4月時点において御成通線で運行されていた運転系統は以下の通り。引き続き御成通線内のみで完結する系統は存在せず、すべて大曽根以南の高岳線と直通していた。
- 13号系統：上飯田 - 大曽根 - 赤塚 - 平田町 - 東片端 - 大津橋 - 菊井町 - 浄心町
- 22号系統：上飯田 - 大曽根 - 赤塚 - 清水口 - 東片端 - 大津橋 - 栄町 - 上前津 - 金山橋 - 熱田神宮前
- 80号系統：上飯田 - 大曽根 - 赤塚 - 平田町 - 新栄町 - 鶴舞公園 - 上前津 - 水主町 - 尾頭橋 - 八熊通
- 81号系統：上飯田 - 大曽根 - 赤塚 - 平田町 - 東片端 - 大津橋 - 菊井町 - 名古屋駅前
- 82号系統：上飯田 - 大曽根 - 赤塚 - 清水口 - 東片端 - 東新町 - 鶴舞公園 - 堀田駅前

上記のうち81号系統は1960年（昭和35年）11月28日に新設された。
市電路線網の縮小が始まると、上記5系統のうち上飯田 - 浄心町間の13号系統が1965年（昭和40年）10月1日にまず廃止された。続いて上飯田 - 堀田駅前間の82号系統が1967年（昭和42年）2月1日に、翌1968年（昭和43年）2月1日には上飯田 - 熱田神宮前間の22号系統が相次いで廃止された。
1970年代に入ると1970年（昭和45年）4月1日に上飯田 - 八熊通間の80号系統が廃止され、上飯田町 - 鶴舞公園間の市営バス128号系統に切り替えられた。残る上飯田 - 名古屋駅前間の81号系統は御成通線が廃線となった1971年2月1日まで残存し、市営バス143号系統（上飯田 - 名古屋駅前間）に置き換えられた。

## 利用動向

### 1959年調査
1959年（昭和34年）6月11日木曜日に実施された市電全線の利用動向調査によると、御成通線内5停留場の方向別乗車人員・降車人員ならびに停留場間の通過人員は下表の通りであった。
| 停留場名     | 乗車人員 | 乗車人員 | 乗車人員 | 降車人員 | 降車人員 | 降車人員 | 停留場間通過人員 | 停留場間通過人員 |
| 停留場名     | ▼北行    | ▲南行    | 合計     | ▼北行    | ▲南行    | 合計     | ▼北行            | ▲南行            |
| ------------ | -------- | -------- | -------- | -------- | -------- | -------- | ---------------- | ---------------- |
| 大曽根       | 2,377    | 終点     | (6,619)  | 起点     | 1,901    | (7,444)  | 9,254            | 8,815            |
| 彩紅橋通     | 325      | 606      | 931      | 701      | 201      | 908      | 9,254            | 8,815            |
| 彩紅橋通     | 325      | 606      | 931      | 701      | 201      | 908      | 8,878            | 8,410            |
| 平安通一丁目 | 227      | 1,291    | 1,518    | 1,187    | 190      | 1,377    | 8,878            | 8,410            |
| 平安通一丁目 | 227      | 1,291    | 1,518    | 1,187    | 190      | 1,377    | 7,918            | 7,309            |
| 御成通三丁目 | 97       | 1,176    | 1,273    | 1,319    | 65       | 1,384    | 7,918            | 7,309            |
| 御成通三丁目 | 97       | 1,176    | 1,273    | 1,319    | 65       | 1,384    | 6,696            | 6,198            |
| 上飯田       | 終点     | 6,198    | 6,198    | 6,696    | 起点     | 6,696    | 6,696            | 6,198            |

- 備考
  - 大曽根の乗車人員・降車人員合計値は他線区の数値を含む。
  - 大曽根をまたいで高岳線（徳川町以遠）と直通する乗客は北行6,877人・南行6,914人。

### 1966年調査
1966年（昭和41年）11月8日火曜日に実施された市電全線の利用動向調査によると、御成通線内5停留場の方向別乗車人員・降車人員ならびに停留場間の通過人員は下表の通りであった。
| 停留場名     | 乗車人員 | 乗車人員 | 乗車人員 | 降車人員 | 降車人員 | 降車人員 | 停留場間通過人員 | 停留場間通過人員 |
| 停留場名     | ▼北行    | ▲南行    | 合計     | ▼北行    | ▲南行    | 合計     | ▼北行            | ▲南行            |
| ------------ | -------- | -------- | -------- | -------- | -------- | -------- | ---------------- | ---------------- |
| 大曽根       | 1,636    | 終点     | (4,426)  | 起点     | 1,703    | (4,852)  | 8,283            | 8,938            |
| 彩紅橋通     | 374      | 578      | 952      | 525      | 248      | 773      | 8,283            | 8,938            |
| 彩紅橋通     | 374      | 578      | 952      | 525      | 248      | 773      | 8,132            | 8,608            |
| 平安通一丁目 | 294      | 1,137    | 1,431    | 950      | 270      | 1,220    | 8,132            | 8,608            |
| 平安通一丁目 | 294      | 1,137    | 1,431    | 950      | 270      | 1,220    | 7,476            | 7,741            |
| 御成通三丁目 | 123      | 1,127    | 1,250    | 1,150    | 110      | 1,260    | 7,476            | 7,741            |
| 御成通三丁目 | 123      | 1,127    | 1,250    | 1,150    | 110      | 1,260    | 6,449            | 6,724            |
| 上飯田       | 終点     | 6,724    | 6,724    | 6,449    | 起点     | 6,449    | 6,449            | 6,724            |

- 備考
  - 大曽根の乗車人員・降車人員合計値は他線区の数値を含む。
  - 大曽根をまたいで高岳線（徳川町以遠）と直通する乗客は北行6,647人・南行7,235人。